# Даніель Рахімі
Даніель Рахімі (перс. دانیال رحیمی, швед. Daniel Rahimi; нар. 28 квітня 1987, Умео) — шведський хокеїст іранського походження, захисник клубу Аллсвенскан «Б'єрклевен». Гравець збірної команди Швеції.

## Ігрова кар'єра
Хокейну кар'єру розпочав на батьківщині 2003 року виступами за команду «Б'єрклевен».
2006 року був обраний на драфті НХЛ під 82-м загальним номером командою «Ванкувер Канакс» але за рекомендацією скаута «Канакс» Томаса Градіна залишився на батьківщині.
Сезон 2006–07 Даніель завершував у складі американського клубу «Манітоба Мус». Наступні два сезони захисник провів у складі команди АХЛ також частину відіграв за «Вікторія Салмон Кінгс» (ХЛСУ). 28 серпня 2009 року «Канакс» обміняв Рахімі ще з одним гравцем Ванкувера на гравців на «Сан-Хосе Шаркс» Крістіана Ергоффа та Брада Луковича.
Влітку 2009 Даніель повернувся до Швеції, де продовжив виступи у складі «Регле». Наступного року Рахімі уклав дворічну угоду з командою ГВ-71. Влітку 2012 захисник підписав дворічний контракт з клубом «Лінчепінг».
5 березня 2016 уклав однорічну угоду з швейцарським клубом «Давос». У квітні 2017 року дворічну угоду підпсиав із клубом «Векше Лейкерс». Наразі ж грає за клуб Аллсвенскан «Б'єрклевен».

## На рівні збірних
Був гравцем молодіжної збірної Швеції, у складі якої брав участь у 7 іграх.
У складі національної збірної Швеції став бронзовим призером чемпіоанту світу 2014 року.

## Нагороди та досягнення
- Чемпіон Швеції в складі «Векше Лейкерс» — 2018.

## Родина
За походженням батько Даніеля іранець, а мати — шведка. Рахімі фанат шведського хокеїста Маттіаса Елунда.

## Статистика

### Клубні виступи
| Сезон                | Клуб                    | Ліга                 | Регулярний сезон | Регулярний сезон | Регулярний сезон | Регулярний сезон | Регулярний сезон | Плей-оф | Плей-оф | Плей-оф | Плей-оф | Плей-оф |
| Сезон                | Клуб                    | Ліга                 | І                | Г                | П                | О                | ШХ               | І       | Г       | П       | О       | ШХ      |
| -------------------- | ----------------------- | -------------------- | ---------------- | ---------------- | ---------------- | ---------------- | ---------------- | ------- | ------- | ------- | ------- | ------- |
| 2003–04              | «Б'єрклевен»            | J18 Аллсв            | 10               | 0                | 3                | 3                | 14               | —       | —       | —       | —       | —       |
| 2004–05              | «Б'єрклевен»            | ШВЕ.2 U20            | —                | —                | —                | —                | —                | —       | —       | —       | —       | —       |
| 2005–06              | «Б'єрклевен»            | J20                  | 40               | 3                | 10               | 13               | 78               | 6       | 3       | 2       | 5       | 37      |
| 2005–06              | «Б'єрклевен»            | Аллсв                | 6                | 0                | 0                | 0                | 4                | —       | —       | —       | —       | —       |
| 2006–07              | «Б'єрклевен»            | J20                  | 8                | 0                | 2                | 2                | 18               | —       | —       | —       | —       | —       |
| 2006–07              | «Б'єрклевен»            | Аллсв                | 33               | 0                | 2                | 2                | 104              | 16      | 0       | 1       | 1       | 14      |
| 2006–07              | «Манітоба Мус»          | АХЛ                  | 1                | 0                | 0                | 0                | 0                | 4       | 0       | 0       | 0       | 2       |
| 2007–08              | «Вікторія Салмон Кінгс» | ХЛСУ                 | 19               | 0                | 5                | 5                | 19               | —       | —       | —       | —       | —       |
| 2007–08              | «Манітоба Мус»          | АХЛ                  | 41               | 3                | 2                | 5                | 37               | —       | —       | —       | —       | —       |
| 2008–09              | «Манітоба Мус»          | АХЛ                  | 58               | 1                | 5                | 6                | 49               | —       | —       | —       | —       | —       |
| 2009–10              | «Регле»                 | ШХЛ                  | 55               | 1                | 7                | 8                | 67               | —       | —       | —       | —       | —       |
| 2010–11              | ГВ-71                   | ШХЛ                  | 44               | 2                | 1                | 3                | 20               | —       | —       | —       | —       | —       |
| 2010–11              | ІФ Троя/Юнгбю           | Аллсв                | 4                | 0                | 0                | 0                | 16               | —       | —       | —       | —       | —       |
| 2011–12              | ГВ-71                   | ШХЛ                  | 54               | 1                | 4                | 5                | 20               | 6       | 0       | 1       | 1       | 6       |
| 2012–13              | «Лінчепінг»             | ШХЛ                  | 55               | 0                | 5                | 5                | 56               | 10      | 0       | 1       | 1       | 10      |
| 2013–14              | «Лінчепінг»             | ШХЛ                  | 48               | 1                | 8                | 9                | 48               | 14      | 0       | 1       | 1       | 18      |
| 2014–15              | «Лінчепінг»             | ШХЛ                  | 54               | 2                | 12               | 14               | 38               | 11      | 1       | 2       | 3       | 41      |
| 2015–16              | «Лінчепінг»             | ШХЛ                  | 51               | 3                | 11               | 14               | 84               | 6       | 1       | 0       | 1       | 4       |
| 2016–17              | «Давос»                 | НЛА                  | 44               | 0                | 4                | 4                | 26               | 10      | 0       | 0       | 0       | 16      |
| 2017–18              | «Векше Лейкерс»         | ШХЛ                  | 43               | 4                | 10               | 14               | 75               | 13      | 2       | 2       | 4       | 39      |
| 2018–19              | «Векше Лейкерс»         | ШХЛ                  | 51               | 0                | 7                | 7                | 38               | 7       | 0       | 2       | 2       | 2       |
| 2019–20              | «Векше Лейкерс»         | ШХЛ                  | 52               | 0                | 4                | 4                | 32               | —       | —       | —       | —       | —       |
| 2020–21              | «Б'єрклевен»            | Аллсв                | 35               | 2                | 6                | 8                | 30               | 9       | 0       | 1       | 1       | 31      |
| 2021–22              | «Б'єрклевен»            | Аллсв                | 51               | 4                | 5                | 9                | 40               | 18      | 1       | 2       | 3       | 69      |
| 2022–23              | «Б'єрклевен»            | Аллсв                | 52               | 6                | 15               | 21               | 14               | 8       | 2       | 2       | 4       | 2       |
| Усього в Аллсвенскан | Усього в Аллсвенскан    | Усього в Аллсвенскан | 181              | 12               | 28               | 40               | 208              | 45      | 3       | 6       | 9       | 112     |
| Усього в ШХЛ         | Усього в ШХЛ            | Усього в ШХЛ         | 507              | 14               | 69               | 83               | 478              | 67      | 4       | 9       | 13      | 120     |
| Усього в АХЛ         | Усього в АХЛ            | Усього в АХЛ         | 100              | 4                | 7                | 11               | 88               | 4       | 0       | 0       | 0       | 2       |

### Збірна
| Рік                | Команда            | Турнір             | Місце              |   | І | Г | П | О  | ШХ |
| ------------------ | ------------------ | ------------------ | ------------------ | - | - | - | - | -- | -- |
| 2007               | Швеція             | МЧС                | 4-е                | 7 | 0 | 0 | 0 | 18 |    |
| 2014               | Швеція             | ЧС                 | 3                  | 2 | 0 | 0 | 0 | 0  |    |
| 2015               | Швеція             | ЧС                 | 5-е                | 6 | 0 | 0 | 0 | 14 |    |
| Молодіжна збірна   | Молодіжна збірна   | Молодіжна збірна   | Молодіжна збірна   | 7 | 0 | 0 | 0 | 18 |    |
| Національна збірна | Національна збірна | Національна збірна | Національна збірна | 8 | 0 | 0 | 0 | 14 |    |